# Teinobasis lorquini
Teinobasis lorquini là một loài chuồn chuồn kim trong họ Coenagrionidae.
Teinobasis lorquini được Selys miêu tả khoa học năm 1877.